# Ben Johnson (lekkoatleta)
Ben Johnson, właśc. Benjamin Sinclair Johnson (ur. 30 grudnia 1961 w Falmouth na Jamajce) – kanadyjski lekkoatleta pochodzenia jamajskiego, który specjalizował się w biegach sprinterskich.
Jeden z najszybszych lekkoatletów w historii oraz bohater skandali związanych z nielegalnym dopingiem. Wielokrotny medalista największych międzynarodowych zawodów lekkoatletycznych. Rekordzista świata w biegach sprinterskich w latach 1986–1988. W roku 1988 po wykryciu niedozwolonego dopingu został zdyskwalifikowany i jednocześnie pozbawiony medali zdobytych od roku 1987. Po powrocie na bieżnię został ponownie – tym razem dożywotnio – zdyskwalifikowany w roku 1993.

## Życiorys

### Początek kariery
Johnson urodził się w miejscowości Falmouth na północnym wybrzeżu Jamajki. Gdy Ben miał 15 lat, jego rodzina wyemigrowała do Kanady i osiedliła się w miejscowości Scarborough w prowincji Ontario.
W Scarborough Johnson spotkał się z trenerem Charliem Francisem i dołączył do klubu sportowego przy York University. Pierwszym międzynarodowym sukcesem dla młodego sprintera było wywalczenie dwóch srebrnych medali – w biegu na 100 metrów oraz sztafecie 4 × 100 metrów – podczas igrzysk Wspólnoty Narodów w Brisbane w roku 1982. Rok później nie udało mu się powtórzyć sukcesów z Australii i podczas mistrzostw świata odpadł w półfinale biegu na 100 metrów uzyskując czas 10,44 s. Kanadyjska sztafeta 4 × 100 metrówz Joihnsonem w składzie odpadła w eliminacjach.
Podczas rozgrywanych w Los Angeles igrzysk olimpijskich sprinter sięgnął po brązowy medal w biegu na 100 metrów oraz wraz z kolegami z reprezentacji Kanady – Tonym Sharpe’em, Desaiem Williamsem oraz Sterlingiem Hindsem – w sztafecie 4 × 100 metrów. 22 sierpnia 1984 roku w Zurychu Johnson dwukrotnie bił rekord Kanady na setkę osiągając ostatecznie wynik 10,12.
W roku 1985 po siedmiu kolejnych pojedynkach Kanadyjczykowi udało się ostatecznie pokonać Carla Lewisa z USA. Po roku, 21 sierpnia, w Zurychu ponownie poprawił rekord Kanady pokonując dystans 100 metrów w czasie 10,11. Podczas zawodów pucharu świata 4 października czwarty raz w karierze ustanowił nowy rekord kraju w biegu na 100 metrów osiągając wynik 10,00.
15 stycznia 1986 roku podczas halowych zawodów w japońskiej Osace ustanowił halowy rekord świata w biegu na 60 metrów czasem 6,50. Trzy medale przyniosły Johnsonowi kolejne igrzyska Wspólnoty Narodów. W Edynburgu Kanadyjczyk był najszybszy w biegu na 100 metrów pokonując Linforda Chrisitie oraz w sztafecie 4 × 100 metrów. Brązowy medal przyniósł mu bieg na 200 metrów. 7 lipca w Moskwie podczas igrzysk dobrej woli jako pierwszy Kanadyjczyk uzyskał w biegu na 100 metrów czas poniżej 10 sekund: 9,95.
Podczas lekkoatletycznych mistrzostw świata w Rzymie (1987) Johnson okazał się najlepszy w biegu na 100 m i zyskał światową sławę. Swoją obecność w światowej czołówce potwierdził rekordem świata – 9,83.
Po rzymskim czempionacie Johnson stał się gwiazdą. Po pobiciu rekordu świata jego miesięczne przychody wynosiły około 480 000 dolarów. Sprinter otrzymał szereg nagród, a przez dziennikarzy został wybrany sportowcem roku 1987. Kanadyjczyk zajął także pierwsze miejsce w plebiscycie prestiżowego czasopisma Track & Field News Track & Field Athlete of the Year.

## Osiągnięcia
| Rok  | Impreza                    | Miejsce      | Konkurencja        | Lokata            | Wynik   |
| ---- | -------------------------- | ------------ | ------------------ | ----------------- | ------- |
| 1982 | Igrzyska Wspólnoty Narodów | Brisbane     | bieg na 100 m      | 2. miejsce        | 10,05   |
| 1982 | Igrzyska Wspólnoty Narodów | Brisbane     | sztafeta 4 × 100 m | 2. miejsce        | 39,30   |
| 1983 | Uniwersjada                | Edmonton     | sztafeta 4 × 100 m | 2. miejsce        | 38,69   |
| 1983 | Mistrzostwa świata         | Helsinki     | bieg na 100 m      | el. – 12. miejsce | 10,44   |
| 1983 | Igrzyska panamerykańskie   | Caracas      | bieg na 100 m      | 6. miejsce        | 10,25   |
| 1984 | Igrzyska olimpijskie       | Los Angeles  | bieg na 100 m      | 3. miejsce        | 10,22   |
| 1984 | Igrzyska olimpijskie       | Los Angeles  | sztafeta 4 × 100 m | 3. miejsce        | 38,70   |
| 1985 | Światowe igrzyska halowe   | Paryż        | bieg na 60 m       | 1. miejsce        | 6,62    |
| 1985 | Puchar świata              | Canberra     | bieg na 100 m      | 1. miejsce        | 10,00   |
| 1986 | Igrzyska dobrej woli       | Moskwa       | bieg na 100 m      | 1. miejsce        | 9,95    |
| 1986 | Igrzyska Wspólnoty Narodów | Edynburg     | bieg na 100 m      | 1. miejsce        | 10,07   |
| 1986 | Igrzyska Wspólnoty Narodów | Edynburg     | bieg na 200 m      | 3. miejsce        | 20,64   |
| 1986 | Igrzyska Wspólnoty Narodów | Edynburg     | sztafeta 4 × 100 m | 1. miejsce        | 39,15   |
| 1987 | Halowe mistrzostwa świata  | Indianapolis | bieg na 60 m       | 1. miejsce        | [ 5 ]   |
| 1987 | Mistrzostwa świata         | Rzym         | bieg na 100 m      | 1. miejsce        | 9,83    |
| 1987 | Mistrzostwa świata         | Rzym         | sztafeta 4 × 100 m | 4. miejsce        | 38,47   |
| 1988 | Igrzyska olimpijskie       | Seul         | bieg na 100 m      | 1. miejsce        | 9,79 WR |
| 1991 | Halowe mistrzostwa świata  | Sewilla      | bieg na 60 m       | 4. miejsce        | 6,61    |
| 1991 | Mistrzostwa świata         | Tokio        | sztafeta 4 × 100 m | 8. miejsce        | 39,51   |
| 1992 | Igrzyska olimpijskie       | Barcelona    | bieg na 100 m      | 8. miejsce        | 10,70   |
| 1992 | Igrzyska olimpijskie       | Barcelona    | sztafeta 4 × 100 m |                   | DNF     |